# Super Bowl XVII
Match précédent Match suivant
Le Super Bowl XVII est l'ultime partie de la saison NFL 1982 de football américain (NFL). Le match a eu lieu le 30 janvier 1983 au Rose Bowl Stadium de Pasadena, Californie.
Les Washington Redskins ont remporté le premier trophée Vince Lombardi de leur histoire en s'imposant 27-17 face aux Miami Dolphins. Ce match était une redite du Super Bowl VII joué dix ans plus tôt, qui avait alors vu les Dolphins s'imposer.
Le running back des Redskins, John Riggins, a été nommé meilleur joueur du match après avoir parcouru 166 yards et inscrit un touchdown.

## Déroulement du match
| Score               | Q1 | Q2 | Q3 | Q4 | Total |
| Miami Dolphins      | 7  | 10 | 0  | 0  | 17    |
| Washington Redskins | 0  | 10 | 3  | 14 | 27    |